# فرودگاه بین‌المللی امیلکر کبرل
فرودگاه بین‌المللی امیلکر کبرل (به انگلیسی: Amílcar Cabral International Airport) یک فرودگاه همگانی با کد یاتا SID است که ۲ باند فرود از جنس سنگ‌فرش دارد. این فرودگاه در کشور کیپ ورد قرار دارد و در ارتفاع ۵۴ متری از سطح دریا واقع شده‌است.

## شرکت‌های هواپیمایی و مقصدهای پروازی

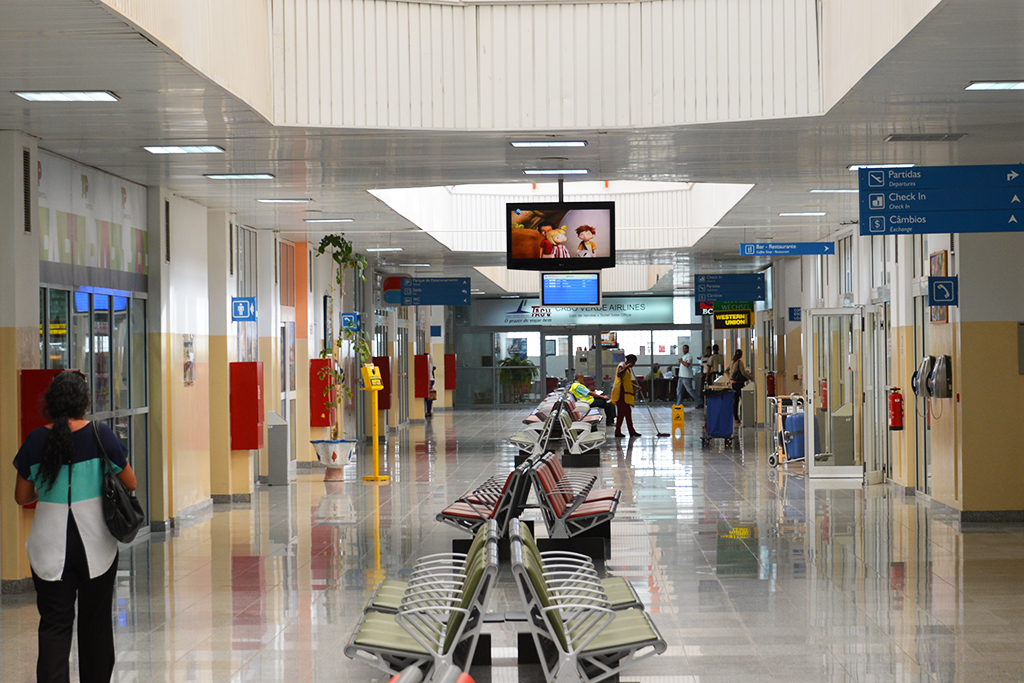
Inside the terminal at Sal Airport.

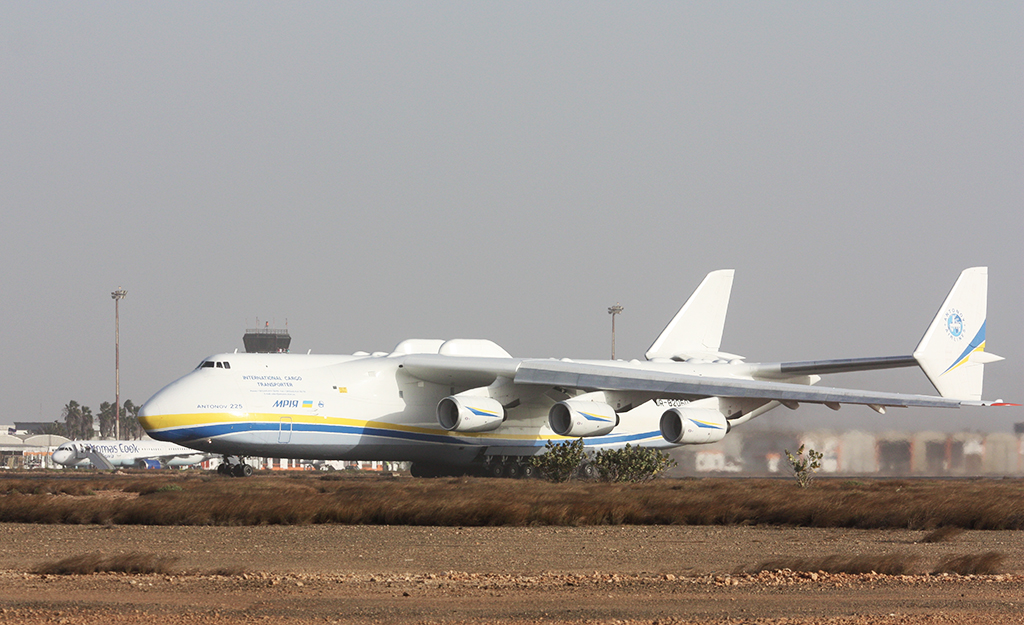
آنتونوف-۲۲۵, the world's largest aircraft, visiting Sal Airport.

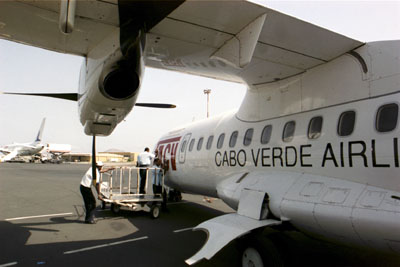
تی‌ای‌سی‌وی ATR 42 at Sal Airport.

| شرکت‌های هواپیمایی                  | مقصدهای پروازی                                                                                 |
| ---------------------------------- | ---------------------------------------------------------------------------------------------- |
| ای‌اس‌ال ایرلاینز فرانسه             | فصلی: شارل دوگل پاریس                                                                          |
| بینتر کاناریاس                     | گرن کناریا                                                                                     |
| بینتر کاناریاس اجرا توسط Binter CV | سائو پدرو, پرائیا، رابیل                                                                       |
| جت تایم                            | چارتر: آلبورگ، بیلاند                                                                          |
| لوکزایر                            | فصلی: لوگزامبورگ - فیندل                                                                       |
| Neos                               | میلانو مالپنسا، لئوناردو دا وینچی-فیومیچینو، ورونا                                             |
| مریدیانا                           | اوریو آل سریو فصلی: میلانو مالپنسا                                                             |
| هواپیمایی پادشاهی مراکش            | محمد پنجم                                                                                      |
| اسمال پلنت ایرلاینز                | فصلی: شوپن ورشو، منچستر                                                                        |
| اسمارت‌لینکس ایرلاینز               | فصلی: شارل دوگل پاریس                                                                          |
| تی‌ای‌سی‌وی                           | لیسبون پورتلا                                                                                  |
| تاپ پرتغال                         | لیسبون پورتلا فصلی: فرنسیسکو جسا کارنئیرو                                                      |
| Thomas Cook Airlines               | فصلی: گاتویک، منچستر، بیرمنگام (آغاز از ۲ نوامبر ۲۰۱۷)                                         |
| Thomas Cook Airlines Scandinavia   | فصلی: استکهلم-آرلاندا، گوتنبرگ-لاندوتر                                                         |
| Thomson Airways                    | بیرمنگام، بریستول، گلاسگو، گاتویک، منچستر                                                      |
| ترانساویا.کام                      | فصلی: اسخیپول آمستردام                                                                         |
| ترنسویا فرانس                      | فصلی: اورلی                                                                                    |
| تراول سرویس ایرلاینز               | چارتر فصلی: پراگ رازیون                                                                        |
| Travel Service Polska              | چارتر فصلی: کاتوویتس، شوپن ورشو                                                                |
| تراول سرویس                        | چارتر: ام. آر. استفانیک                                                                        |
| TUI fly Belgium                    | بروکسل فصلی: اورلی چارتر: لیون-سینت اگزوپری، لیل                                               |
| تی‌یوآی‌فلای                         | کلن بن، هانوفر، فرانکفورت، مونیخ فصلی: بازل-مولوز-فرایبورگ اروپا، دوسلدورف، نورنبرگ، اشتوتگارت |
| تی‌یوآی ایرلاینز نیدرلندز           | اسخیپول آمستردام                                                                               |
| تی‌یوآی‌فلای نوردیک                  | چارتر: کپنهاگ، گوتنبرگ-لاندوتر، گرن کناریا، هلسینکی، استکهلم-آرلاندا، گاردرموئن اسلو           |
| ویولینگ                            | فصلی: بارسلونا-ال پرات                                                                         |